# اتحاد ملی طبرستان

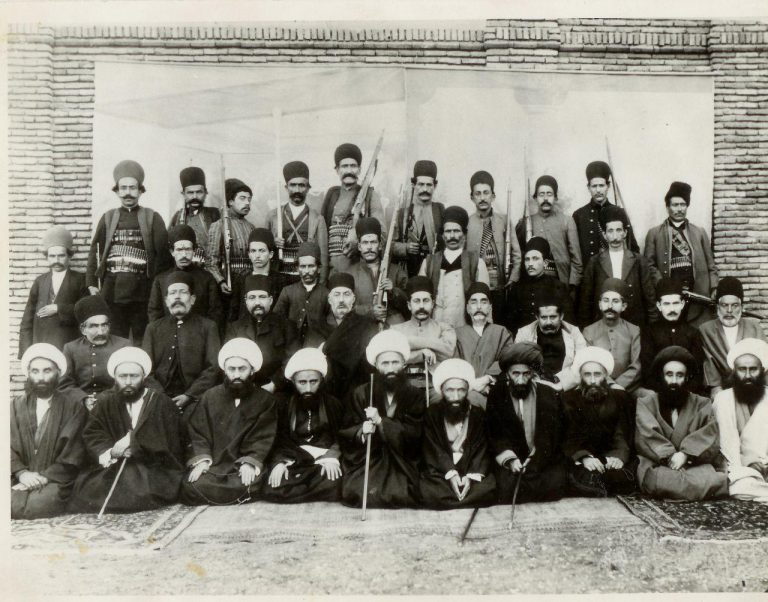
تعدادی از اعضای انجمن به سال ۱۹۱۵ میلادی.

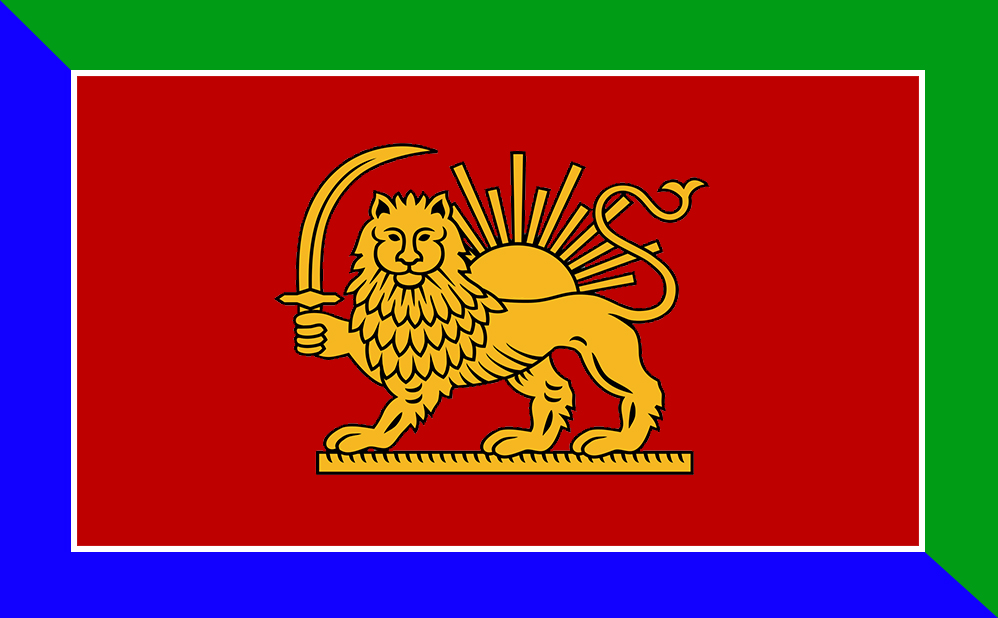
پرچم منتسب به اتحاد ملی طبرستان

اتحاد ملی طبرستان یا انجمن ملی طبرستان یا انجمن تبرستان طی سال‌های ۱۲۹۶ و ۱۲۹۷ شمسی توسط تعدادی از بزرگان مازندران و به دلیل اوضاع نابسامان کشور در زمان سلطنت احمدشاه در مازندران و سپس استرآباد ایجاد شد.
در این انجمن شیخ علی‌اکبر طبری سمت ریاست، مهدی شهیدی سمت دبیری داشت، امیرمؤید سوادکوهی، عباس شریف‌العلما خاوری، میرزا غلام‌حسین ملکی و میرزا علی عمادی و سرکردگان ساری، برخی از سران و بازرگانان زبده شهرهای دیگر مازندران در انجمن عضویت داشتند.

## علت و هدف از ایجاد
با گذشت دوازده سال از مشروطه نابسامانی‌های ایران برطرف نشد، در مازندران نیز همچون سایر مناطق کشور اوضاع مصیبت باری حاکم بود، در تهران نیز درگیری‌هایی بر سر قدرت وجود داشت، بنابراین بزرگان مازندران از زمینداران و بازرگانان و روحانیون اساس حزب اتحاد ملی را ریختند.

## استقلال یا بهبود اوضاع؟
اسماعیل خان امیرمؤید در بهار ۱۲۹۷ شمسی تلگرافی
به تهران مخابره کرد که خلاصه آن عبارت است از:
- مازندرانی مطیع دولت مرکزی است.
- مازندرانی تسلیم ارادهٔ دولت مرکزی است.
- مازندرانی برای اصلاح خرابی‌ها اقدام کرده‌است.
- دوازده سال از انقلاب گذشت ولی مردم اثری از عدالت و آسایش ندیدند.
- هر چه ثروت بود از مازندرانی‌ها گرفته‌اند
- مازندران عقب افتاده‌ترین استان در کشور است.
- هر استانداری که فرستادید با زبان نرم مردم را فریب داد.
- چون دولت فعلاً به فکر مازندران نیست، مازندران می‌خواهد خودش را اداره کند.
- اگر می‌خواهید در مازندران مداخله کنید پس مازندران را هم بسازید.

## پیمان نظامیمازندرانواتریش
امپراطوری بزرگ اروپا (نمسه) بعد از جنگ جهانی اول تجزیه شد که اتریش باقیماندهی امپراطوری نمسه است.
در آن زمان روسیه از دشمنان اتریش بود و امیرمؤید نیز دل خوشی از روسیه نداشت.
این دشمنی اتریش و امیرمؤید علیه روسیه، آن‌ها را به هم نزدیک کرد و اتحادی نظامی و سری در ۲۸ ماده در بارفروش به امضای امیر مؤید با مسئولیت کفیل استانداری مازندران و نمایندهٔ اتریش امضا شد تا در برابر دشمن مشترک با هم همراه شوند.
بر اساس این توافق مازندران می‌بایست به اهالی اتریش اجازه ورود و خروج و گردش و زندگانی دهد و در مقابل اتریش نیز باید در مسلح کردن نیروهای گارد ملی مازندران اقدام کرد.
همچنین فرماندهی نیروهای مسلح مازندران و افراد اتریشی در مازندران باید به عهده امیرمؤید باشد.
هزینه این نیروهای مسلح مشترک یک-سوم با مازندران و دو-سوم با اتریش باشد.

## پایان اتحاد ملی طبرستان

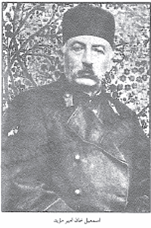
امیرمؤید سوادکوهی، بنیان‌گذار انجمن طبرستان و از سران خاندان باوند.

وثوق الدوله در تلگرافی به ظهیرالملک حاکم وقت ایالت مازندران، به وی دستور داد تا سرکردگان مازندران را به بهانه پاره‌ای مذاکرات به تهران بفرستد و در میان اسامی این افراد، نام امیرمؤید سوادکوهی، لطفعلی خان سردار جلیل، محمدباقر خان سردار رفیع، سالار افخم هزارجریبی، مصباح نظام، عباس خان سهم‌الممالک، سیف‌الله خان سرتیپ، اسدالله‌خان باوند (فرزند امیرمؤید) و شکوه نظام به چشم می‌خوردند. پس از آن بود که ظهیرالملک با کمک اداره ژاندارمری، به خلع سلاح سرداران مازندران اقدام کرد. عده ای به جرم شرکت در اتحاد ملی تبرستان از ساری تبعید شدند. امیرمؤید برای اثبات وفاداری به دولت، در شوال ۱۳۳۷. ق به تهران رفت و به اتفاق محمدخان امیرمکرم لاریجانی به کرمانشاه تبعید شد. به دنبال حرکت او به سوی تهران، اردوی قزاق در محرم ۱۳۳۸. ق به سوی سوادکوه عازم شد و خانه سردار سوادکوه را غارت کرد. همین امر، مانع از پیوستن پسران امیرمؤید به پدرشان در تهران شد.

## درگیری‌های سوادکوه
به دنبال تبعید امیرمؤید سوادکوهی به کرمانشاه و هجوم دولت مرکزی به سوادکوه و همچنین غارت منزل امیرمؤید، درگیری‌های پی در پی بین فرزندان امیرمؤید، به ویژه اسدالله‌خان باوند (هژبرسلطان) و نیروهای دولتی تحت فرمان رضاخان به وجود آمد. در طی این درگیری‌ها هژبر (اسدالله خان باوند) در نظر مردم به شخصی محبوب، دوست‌داشتنی، مؤمن به حق، دلسوز، حامی مظلومان، شجاع، ماهر در تیراندازی و… تبدیل شد، به طوری که این اتفاقات به صورت منظومه اشعار حماسه هژبرسلطان مدت‌ها نزد مردم مازندران سروده می‌شد.

## نگارخانه

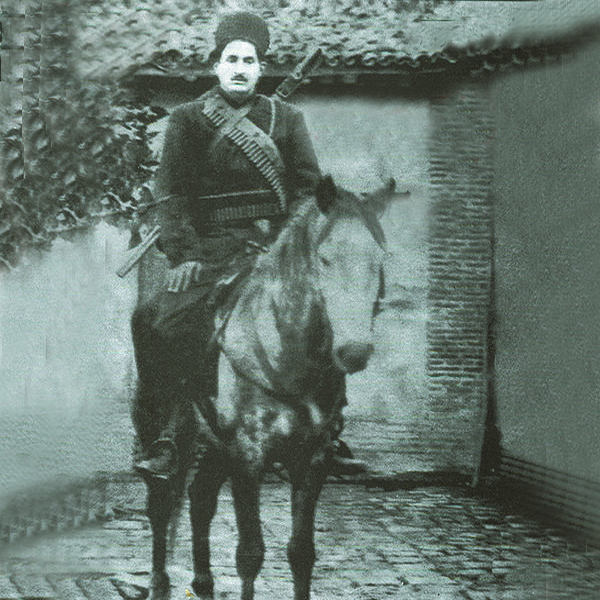
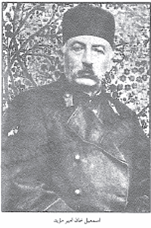
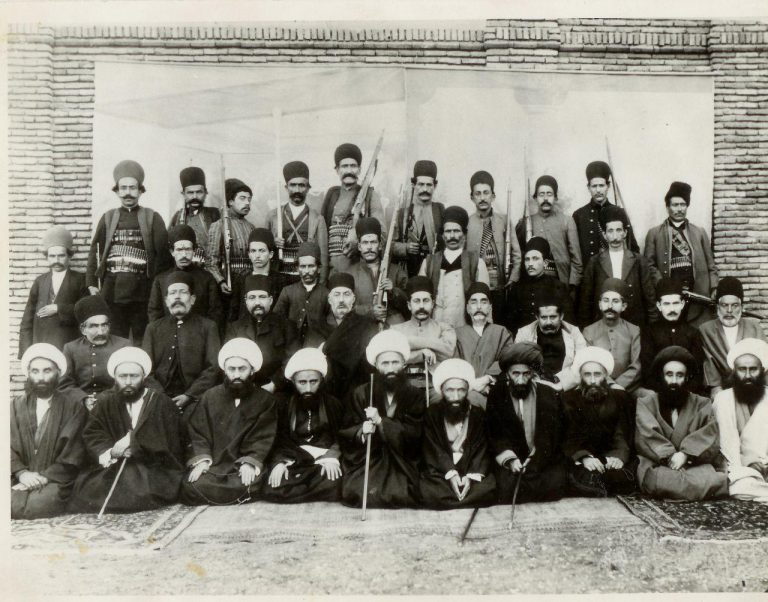
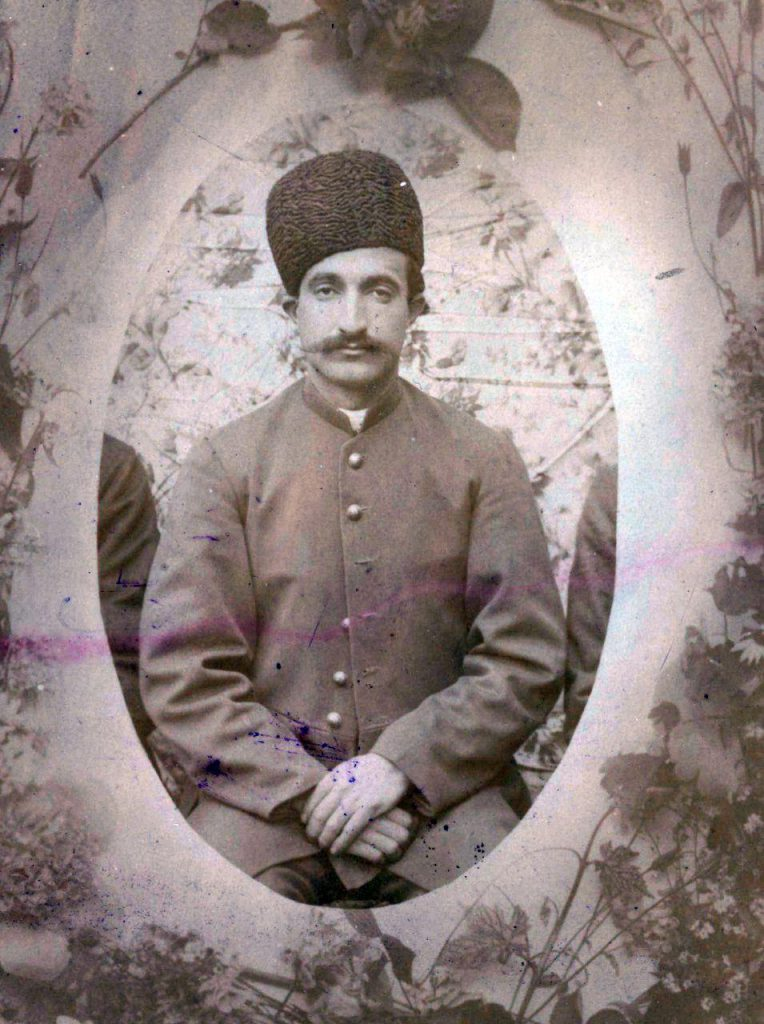
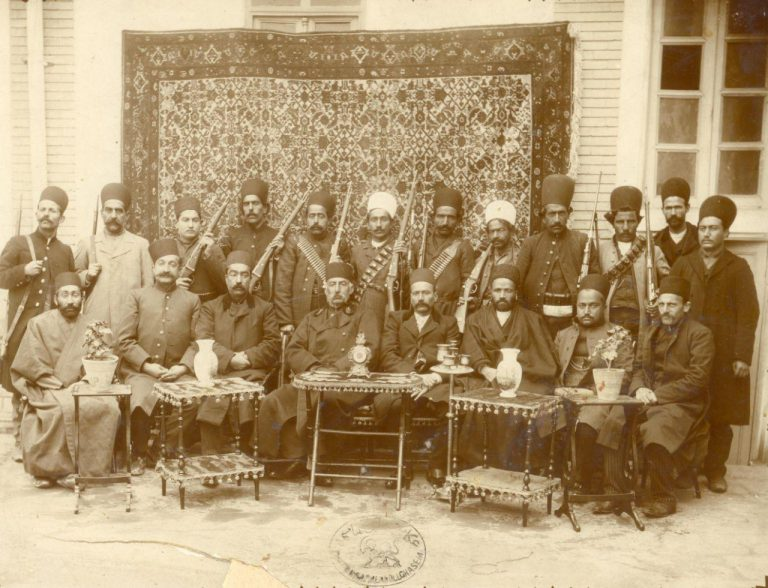

## برای مطالعه
- مصطفی نوری. «امیرمؤید باوند و اتحاد ملی طبرستان»، گفتگو.
- جمشید قائمی. «پایانی بر اتحاد ملی تبرستان». (لینک جایگزین)
- محمدعلی کاظم بیکی. «انقلاب و رقابت در سواحل جنوبی دریای مازندران:جنبش اتحاد اسلام گیلان (جنگل) و اتحاد ملی طبرستان (۱۳۳۶ ق/ ۱۹۱۸)». تحقیقات تاریخ اجتماعی. (لینک جایگزین)
- مصطفی نوری. «دولت وثوق‌الدوله و اعاده‌ی حاکمیت مازندران». ژورنال تحقیقات تاریخی.